# Irma Johansson
Irma Johansson (n. 3 aprilie 1932, Nederkalix parish⁠(d), Comitatul Norrbotten, Suedia) este o schioară de fond ce a reprezentat Suedia, medaliată olimpică. A participat la 2 ediții ale Jocurilor Olimpice (1956, 1960) în care a câștigat o medalie de aur și o medalie de bronz.